# Estalactita de gel
Una estalactita de gel, salmorramell o caramell de salmorra és una columna vertical que es forma sota la capa de gel dels oceans quan un corrent molt fred d'aigua salina (salmorra) s'escola des de la capa gelada fins a l'aigua oceànica de sota. Aquestes formacions tenen l'aparença d'estalactites o caramells buits per dins i es coneixen des del 1960.
El 1974 l'oceanògraf Seelye Martin proposà un model per la seva formació que encara s'accepta majoritàriament. La seva formació fou filmada per primera vegada l'any 2011 per a una sèrie documental de la BBC.

## Estructura
En el moment de la seva creació, una estalactita de gel sembla una canonada de gel que baixa des de la part inferior de la coberta de gel del mar gelat. Dins de la canonada s'hi troba aigua supersalina (salmorra) i superfreda que s'ha produït a causa del creixement del gel superficial que ha afavorit la creació de canals de salmorra expulsats del gel i que en un moment determinat es desplomen cap al fons marí. En un principi, es tracta d'una estructura molt fràgil amb parets molt primes, però el flux constant de salmorra superfreda farà que les parets creixin i que no es desfaci i dilueixi amb el contacte de l'aigua marina molt menys freda. A mesura que el gel es va acumulant, les parets es fan més gruixudes i l'estalactita es fa més estable.
En condicions apropiades, aquestes estructures poden arribar al fons marí. La principal condició és que el flux de salmorra superfreda que prové de la cobertura gelada flueixi de manera contínua, a més que l'aigua marina que l'envolta sigui menys salina que la del flux. Una altra condició és que la capa glaçada de la superfície es mantingui quieta i els corrents mínims i per acabar que el mar no sigui massa profund. Si l'aigua que envolta el flux és molt salina, el seu punt de congelació serà també massa baix per crear un una capa de gel prou significant al voltant del plomall de salmorra i no es formarà la canonada de gel. Si l'aigua és massa profunda, l'estalactita es trencarà pel seu propi pes abans d'arribar a terra i de la mateixa manera també es trencarà si la cobertura gelada es mou o hi ha massa corrent.
En arribar al llit marí, l'estalactita continua acumulant gel per la congelació de l'aigua marina que l'envolta. La salmorra viatjarà seguint la topografia marina fins a arribar al punt més baix on farà bassa. Una de les conseqüències d'aquest flux de salmorra tan freda és que totes les criatures vives que troba en el seu camí es congelaran a causa de les baixes temperatures del flux de salmorra i gel; això converteix aquest fenomen en una trampa mortal pels individus del fons marí que hi entren en contacte.

## Formació

Formació d'un salmorramell: (1) congelació de l'aigua; (2) l'aigua circumdant es torna més salina; (3) L'aigua rica en salmorra roman líquida i no es congela, creix en densitat i s'enfonsa formant el salmorramell; (4) la capa de gel augmenta i es converteix en tubular o amb forma de dit; (5) el doll fred que flueix cap avall allarga l'estalactita fins a tocar el llit marí; (6) el salmorramell continua acumulant gel a mesura que l'aigua que l'envolta es congela, en direcció horitzontal i descendent.

La formació de gel a partir d'aigua salada produeix canvis en la composició de l'aigua no congelada. Quan aquesta aigua es congela, la major part de les impureses s'expulsen de la solució; de manera que l'aigua gel format a partir d'aigua marina és relativament dolça comparada amb l'aigua marina del voltant, en haver expulsat també la sal. A conseqüència de l'expulsió d'aquestes impureses, el gel marí és molt porós i esponjós, molt diferent del gel produït a partir d'aigua dolça que és molt més compacte.
A mesura que l'aigua marina es congela, la sal s'expulsa de l'estructura cristal·lina del gel fent que l'aigua del voltant sigui més salina. Aquest fet fa que el seu punt de congelació disminueixi i s'augmenti la densitat d'aquesta aigua. La temperatura de congelació més baixa significa que l'aigua del voltant no es congela immediatament i que la densitat més gran fa que aquesta aigua s'enfonsi. Llavors es formen petits túnels anomenats canals de salmorra que travessen el gel mentre aquesta aigua supersalina i superfreda s'enfonsa allunyant-se de l'aigua gelada pura. És en aquest moment quan les condicions són les idònies per a produir-se una estalactita de gel.
Quan aquesta aigua salina superfreda arriba a l'aigua descongelada de sota de la capa superficial de gel, causarà la creació de més gel. Si els canals de salmorra es troben repartits homogèniament, el gel creixerà en direcció descendent també homogèniament. Això no obstant, si els canals de salmorra es concentren en una petita àrea, el corrent d'aigua freda és tan salina que no es pot congelar al punt habitual de congelació, i interactua amb l'aigua sense congelar del seu voltant com un flux. Aquest plomall d'aigua superfreda s'enfonsarà. Les capes exteriors d'aquest flux congelaran l'aigua marina que les envolta de manera que es forma una mena de xemeneia invertida amb un flux de salmorra superfreda que baixa envoltada d'una canonada d'aigua gelada.
Quan aquesta estalactita és prou gruixuda es comporta com una capa d'aïllant tèrmic que evita que el corrent de salmorra superfreda es difongui i s'escalfi. D'aquesta manera la cobertura de gel creix cap avall amb el flux de salmorra creixent a mesura que el flux s'estén.